# Katarzyna Jóźwicka
Katarzyna Jóźwicka est une ancienne joueuse de volley-ball polonaise née le 24 septembre 1984 à Puławy. Elle mesure 1,87 m et jouait au poste de centrale. 

## Clubs
| Club                     | De        | À         |
| ------------------------ | --------- | --------- |
| AZS-AWF Varsovie         | 2005-2006 | 2007-2008 |
| Budowlani Łódź           | 2008-2009 | 2009-2010 |
| LTS Legionovia Legionowo | 2010-2011 | 2013-2014 |
| Club Deportivo Iruña     | 2014-2015 | fév 2015  |

## Palmarès
- Coupe de Pologne
  - Vainqueur : 2010.
- Copa de la Reina
  - Finaliste : 2015.